# Anna Maria Mussolini

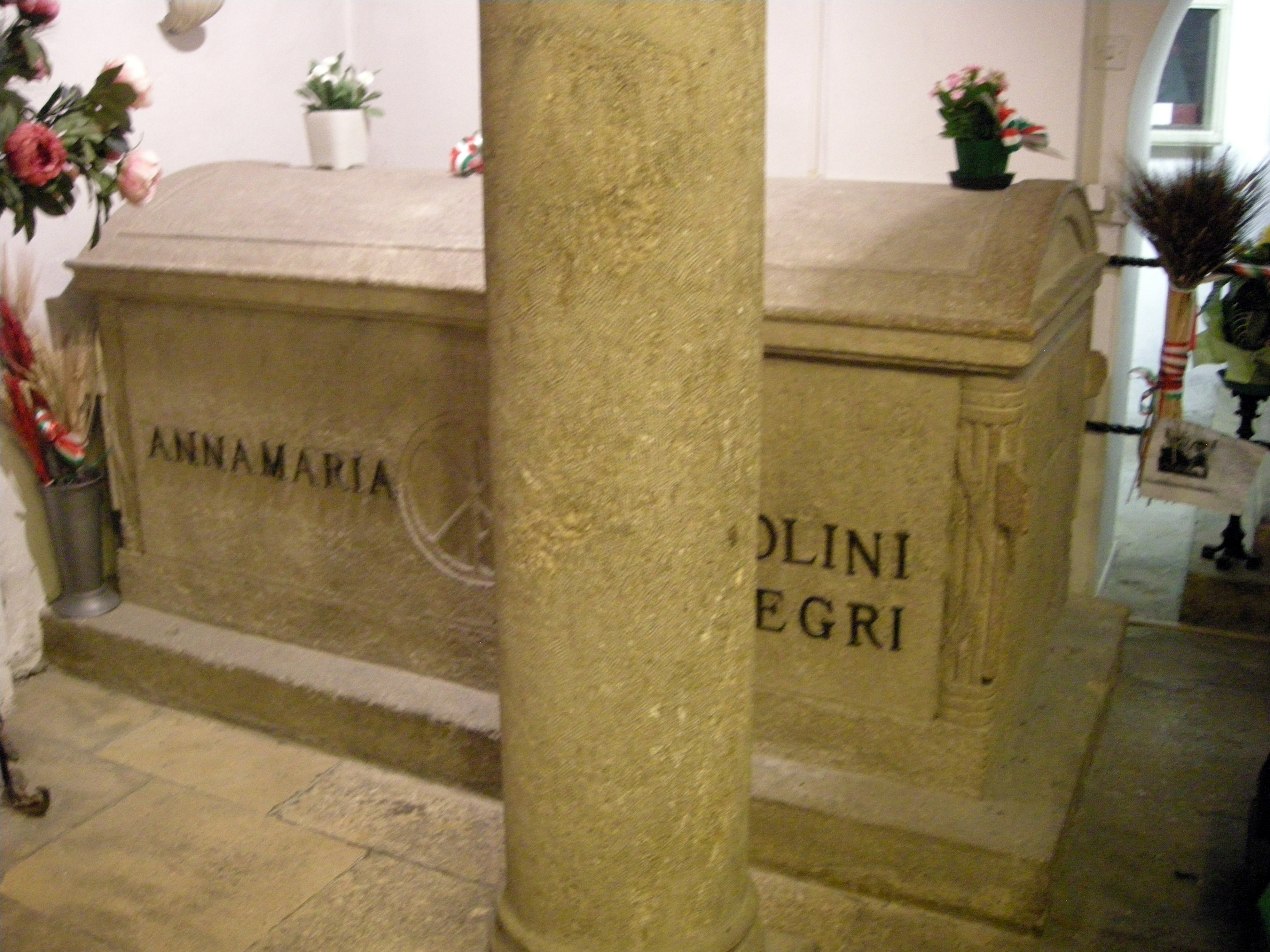
La tomba di Anna Maria Mussolini nel cimitero di Predappio

Anna Maria Mussolini, coniugata Negri (Forlì, 3 settembre 1929 – Roma, 25 aprile 1968), è stata una conduttrice radiofonica italiana, quintogenita di Benito Mussolini e Rachele Guidi.

## Biografia
Ultima figlia di Benito Mussolini e di Rachele Guidi, nacque il 3 settembre 1929 a Villa Carpena, nell'omonima frazione di Forlì. A sei anni fu colpita da una grave forma di poliomielite virale che le procurò problemi permanenti e causò nel padre una crisi depressiva che lo condusse vicino all'abbandono del potere. Trascorse un'infanzia benestante a Villa Torlonia, residenza romana della famiglia. Dopo l'arresto di Mussolini, nel luglio del 1943, fu confinata con la madre e il fratello Romano presso la Rocca delle Caminate, residenza estiva della famiglia, dalla quale fu liberata dai nazisti poco dopo il padre.
Nell'aprile del 1945, caduto il regime fascista, tentò con la madre e il fratello la fuga in Svizzera, ma al confine di Chiasso vennero respinti. I doganieri elvetici avrebbero consentito l'ingresso della sola Anna Maria per un ricovero ospedaliero, ma la madre rifiutò.
Rifugiatisi per alcuni giorni nella villa di un militare di Como, seppero dall'edizione straordinaria de L'Unità dell'uccisione di Mussolini. Il 30 aprile il Comitato di Liberazione Nazionale arrestò i tre, che vennero portati nel carcere di San Donnino. Furono liberati dagli alleati che li condussero a Villa d'Este. Successivamente i tre furono dati in custodia agli inglesi, che li inviarono a Montecatini Terme. Sempre sotto la custodia degli alleati inglesi furono internati in un campo di concentramento a Tivoli. Il 20 luglio del 1945 lasciò con la madre e il fratello Romano il campo di concentramento di Terni e furono trasferiti sull'isola d'Ischia in confino.
Nel secondo dopoguerra non si avvicinò alla politica e preferì non utilizzare il cognome familiare. Sfruttando la propria passione per l'arte e la cultura, negli anni sessanta iniziò il lavoro di conduttrice presso la RAI in radio. Utilizzando il cognome del marito, condusse una trasmissione a puntate di successo, Rotocalco musicale, in cui ospitava e intervistava noti personaggi del mondo dello spettacolo, della musica leggera e jazz. Tuttavia, quando le sue origini furono scoperte e rese pubbliche, scaturirono polemiche e lei venne licenziata dal luogo di lavoro.
La notte di Capodanno fra il 1959 e il 1960 a Cortina D'Ampezzo conobbe il presentatore Giuseppe Negri (in arte "Nando Pucci"). I due si sposarono l'11 giugno del 1960 nella basilica di Sant'Apollinare in Classe ed ebbero due figlie: Silvia (1961) ed Edda Negri Mussolini (1963, sindaco di Gemmano dal 2009 al 2012).
Operata nel 1966 a causa di un tumore al seno, nell'aprile del 1968 contrasse la varicella. Il cancro si ripresentò e la varicella degenerò in un'endocardite. Morì all'alba del 25 aprile 1968 all'età di soli 38 anni.
È sepolta con il padre e i fratelli nella cripta del cimitero di Predappio. Nel 2008 sono stati pubblicati in volume gli scritti d'infanzia e il diario personale (datato 1942), insieme con un'intervista alle figlie Silvia ed Edda.